# Bắn cung tại Đại hội Thể thao Đông Nam Á 2011
Bắn cung tại Đại hội Thể thao Đông Nam Á năm 2011 được tổ chức từ ngày 13 đến ngày 18 tháng 11 năm 2011 tại Sân bóng đá ABC Senayan (Senayan ABC Football Field), nằm trong khu phức hợp Gelora Bung Karno, Jakarta, Indonesia. 
Chương trình thi đấu bao gồm hai loại cung chính: cung một dây (Recurve) và cung 3 dây (Compound). Và có tổng cộng 10 nội dung thi đấu, bao gồm:
- Cá nhân nam và cá nhân nữ
- Đồng đội nam và đồng đội nữ
- Đồng đội nam-nữ hỗn hợp (Mixed Team)

## Bảng huy chương
| Hạng               | Đoàn               | Vàng | Bạc | Đồng | Tổng số |
| ------------------ | ------------------ | ---- | --- | ---- | ------- |
| 1                  | Indonesia          | 4    | 0   | 2    | 6       |
| 2                  | Myanmar            | 3    | 1   | 3    | 7       |
| 3                  | Malaysia           | 2    | 5   | 1    | 8       |
| 4                  | Philippines        | 1    | 2   | 0    | 3       |
| 5                  | Thái Lan           | 0    | 1   | 4    | 5       |
| 6                  | Việt Nam           | 0    | 1   | 0    | 1       |
| Tổng số (6 đơn vị) | Tổng số (6 đơn vị) | 10   | 10  | 10   | 30      |

## Tóm tắt kết quả

### Cung 1 dây
| Nội dung         | Vàng                                                                 | Bạc                                                                       | Đồng                                                                            |
| ---------------- | -------------------------------------------------------------------- | ------------------------------------------------------------------------- | ------------------------------------------------------------------------------- |
| Cá nhân nam      | Cheng Chu Sian · Malaysia                                            | Khairul Anuar Mohamad · Malaysia                                          | Witthaya Thamwong · Thái Lan                                                    |
| Cá nhân nữ       | Erwina Safitri · Indonesia                                           | Thin Thin Khine · Myanmar                                                 | Pattheera Boonnark · Thái Lan                                                   |
| Đồng đội nam     | Malaysia · Cheng Chu Sian · Khairul Anuar Mohamad · Haziq Kamaruddin | Thái Lan · Witthaya Thamwong · Khomkrit Duangsuwan · Denchai Thepna       | Myanmar · Nay Myo Aung · Zaw Win Htike · Aung Myo Thu                           |
| Đồng đội nữ      | Indonesia · Erwina Safitri · Titi Kusumawardani · Nova Nuraini       | Việt Nam · Lộc Thị Đào · Đỗ Thị Hương · Dương Thị Kim Liên                | Myanmar · Thin Thin Khine · San Yu Htwe · Tha Zin Aung                          |
| Đồng đội hỗn hợp | Indonesia · Erwina Safitri · Riau Ega Agatha · Alek Edwar            | Malaysia · Nurul Syafiqah Hashim · Cheng Chu Sian · Fairuz binti SM Rahim | Thái Lan · Pattheera Boonnark · Witthaya Thamwong · Chanchai Pratheepwatanawong |

### Cung 3 dây
| Nội dung         | Vàng                                                                  | Bạc                                                                                    | Đồng                                                                    |
| ---------------- | --------------------------------------------------------------------- | -------------------------------------------------------------------------------------- | ----------------------------------------------------------------------- |
| Cá nhân nam      | I Gusti Nyoman Puruhito · Indonesia                                   | Earl Benjamin Jacinto Yap · Philippines                                                | Muhammad Zaki Mahazan · Malaysia                                        |
| Cá nhân nữ       | Aung Ngeain · Myanmar                                                 | Jennifer Dy Chan · Philippines                                                         | Lilies Heliarti · Indonesia                                             |
| Đồng đội nam     | Philippines · Earl Benjamin Jacinto Yap · Delfin Anthony Adr · Dondon | Malaysia · Muhammad Zaki Mahazan · Mohd Kaharuddin Ashah · Kelvin Hoo Kok Meng         | Myanmar · Ye Min Swe · Aung Chaint Baw · Myat Zaw Htun                  |
| Đồng đội nữ      | Myanmar · Aung Ngeain · Yaw Sein Yah · Hla Hla San                    | Malaysia · Fatin Nurfatehah Mat Salleh · Norhayati Al-Madihah Hashim · Nor Rizah Ishak | Thái Lan · Yonlanda Rombaung · Nareumon Junsook · Sunee Detchokul       |
| Đồng đội hỗn hợp | Myanmar · Aung Ngeain · Ye Min Swe · Aung Chaint Baw                  | Malaysia · Fatin Nurfatehah Mat Salleh · Muhammad Zaki Mahazan · Cheng Chu Sian        | Indonesia · Dellie Threesyadinda · I Gusti Nyoman Puruhito · Alek Edwar |